# Miss Universo 2008
Miss Universo 2008, la 57.ª edición del concurso Miss Universo, se llevó a cabo en el Centro de Convenciones Crown en Nha Trang (Vietnam) el 14 de julio de 2008. Esta fue la primera edición transmitida en alta definición 1080i.
Representantes provenientes de ochenta países y territorios compitieron por el título en esta edición del concurso. Al final del evento, Miss Universo 2007, Riyo Mori de Japón, coronó como su sucesora a Dayana Mendoza de Venezuela. Es la quinta victoria de Venezuela, después de las de 1979, 1981, 1986 y 1996.
El concurso fue presentado por Jerry Springer y Mel B, miembro de las Spice Girls. La artista estadounidense Lady Gaga se encargó del entretenimiento.
En esta edición se estrenó la nueva corona de CAO Fine Jewelry, diseñada por Phu Nhuan Jewelry Company y la diseñadora de joyas vietnamita-estadounidense Rosalina Lydster. La corona está elaborada en oro blanco y amarillo de dieciocho quilates, y platino. Además, cuenta con más de mil piedras preciosas, incluyendo cuarenta y cuatro quilates de diamantes. Se estima que la corona tiene un valor de USD 120 000 y fue utilizada únicamente en esta edición.

## Antecedentes

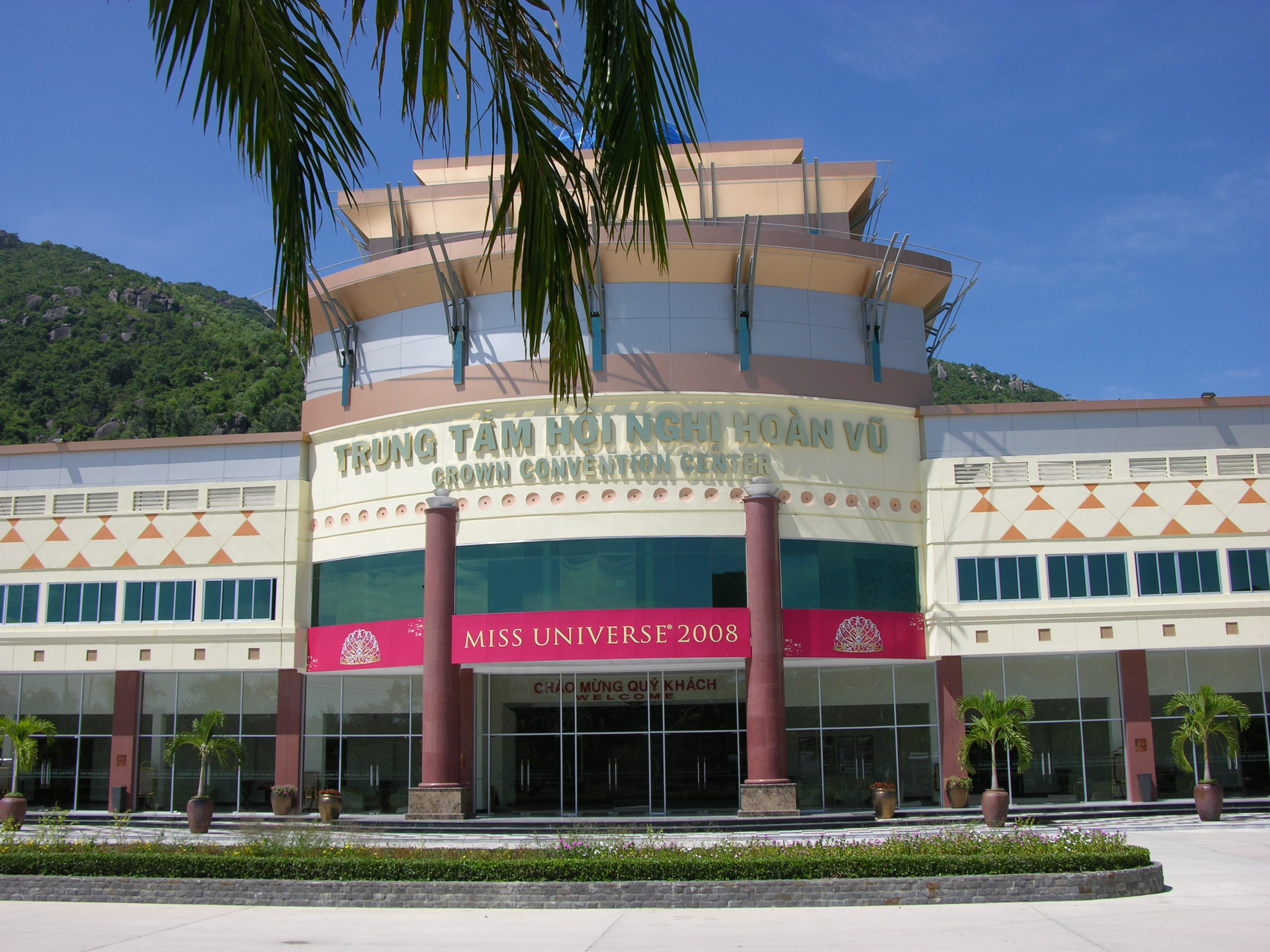
Centro de Convenciones Crown, recinto sede de Miss Universe 2008

### Sede y fecha
En agosto de 2007, representantes de la Organización Miss Universo visitaron ciudades que se postularon para albergar el concurso, como Dubái y Hanói, para evaluar si estas ciudades pueden albergar el concurso. Durante su estancia en Vietnam, Paula Shugart, presidenta de la Organización Miss Universo, también visitó las ciudades de Nha Trang y Đà Lạt.
El 26 de septiembre de 2007, el gobierno vietnamita aprobó la propuesta de Khánh Hòa para albergar el concurso en Nha Trang en mayo de 2008. Este fue la primera gran producción de televisión con base en Estados Unidos en Vietnam desde el final de la guerra de Vietnam. El 27 de noviembre de 2007, la Organización Miss Universo anunció oficialmente en el Hotel Sheraton de la Ciudad Ho Chi Minh que la competencia tendría lugar en el Diamond Bay Resort en Nha Trang el 14 de julio de 2008.
El Centro de Convenciones Crown, un recinto cubierto con capacidad para 7,500 personas y un área de 10,000 metros cuadrados, fue construido para el concurso. Está ubicado en el Diamond Bay Resort y fue inaugurado el 30 de junio de 2008. Es el tercer centro de convenciones más grande del Sudeste Asiático.

### Selección de candidatas

#### Reemplazos
Claudia Moro fue designada como representante de España después de que Patricia Yurena Rodríguez, Miss España 2008, no pudiera participar porque no cumplía con los requisitos mínimos de edad. Sin embargo, Rodríguez compitió en Miss Universo cinco años después. La Miss Estonia 2008, Kadri Nõgu, fue reemplazada por Julia Kovaljova, su primera finalista, debido a razones no reveladas. Laura Tanguy, la segunda finalista de Miss Francia 2008, fue designada para representar a Francia después de que Valérie Bègue, Miss Francia 2008, no fuera permitida competir en concursos de belleza internacionales después de que fotos sugerentes de ella aparecieron en los medios de comunicación poco después de su coronación. Nino Likuchova, Miss Georgia 2007, fue despojada de su título después de revelar que había sido secuestrada a la edad de 16 años y se vio obligada a casarse sin el consentimiento de sus padres. Su primera finalista, Nino Lekveishvili, fue elegida para asumir el título. Sin embargo, también se descubrió que Lekveishvili estaba casada. Debido a esto, Gvantsa Daraselia fue designada para representar a Georgia en el concurso Miss Universo. Vera Krasova, la primera finalista de Miss Rusia 2007, fue designada para representar a Rusia, para que Ksenia Sujínova, Miss Rusia 2007, pudiera tener una mejor preparación para competir en Miss Mundo 2008. Bojana Borić, la segunda finalista de Miss Serbia 2007, fue designada para representar a Serbia después de que Zorana Tasovac, la primera finalista de Miss Serbia 2007, se retirara por razones no reveladas.

### Debuts, regresos y retiros
La edición de 2008 vio el debut de Kosovo y el regreso de Ghana, Guam, Irlanda, Islas Cáiman, Países Bajos, Reino Unido, Sri Lanka, Trinidad y Tobago, y Vietnam. Guam compitió por última vez en 2000, los Países Bajos y Vietnam compitieron por última vez en 2005, mientras que los demás compitieron por última vez en 2006. Tanisha Vernon de Belice se retiró debido a problemas internos entre ella y su organización nacional. Barbados, Bulgaria, Guyana, Líbano, Santa Lucía, las Islas Vírgenes de los Estados Unidos y Zambia se retiraron después de que sus respectivas organizaciones no lograron realizar un concurso nacional o designar a una candidata.

## Resultados

Países y territorios que enviaron candidatas y resultados para Miss Universo 2008

### Clasificación final
La ganadora, las finalistas, las semifinalistas y las cuartofinalistas son las siguientes candidatas:
| Posición                  | Candidata |
| ------------------------- | --- |
| Miss Universo 2008        | - Venezuela - Dayana Mendoza |
| Primera finalista         | - Colombia - Taliana Vargas |
| Segunda finalista         | - República Dominicana - Marianne Cruz |
| Tercera finalista         | - Rusia - Vera Krasova |
| Cuarta finalista          | - México - Elisa Nájera |
| Semifinalistas (Top 10)   | - Australia - Laura Dundovic - España - Claudia Moro - Estados Unidos - Crystle Stewart - Italia - Claudia Ferraris - Kosovo - Zana Krasniqi |
| Cuartofinalistas (Top 15) | - Hungría - Jázmin Dammak - Japón - Hiroko Mima - República Checa - Eliška Bučková - Sudáfrica - Tanzey Coetzee - Vietnam - Nguyễn Thùy Lâm  |

### Premios especiales
Los premios especiales fueron otorgados a las siguientes candidatas:
| Premio               | Candidata                       |
| -------------------- | ------------------------------- |
| Mejor traje nacional | - Tailandia - Gavintra Photijak |
| Miss Simpatía        | - El Salvador - Rebeca Moreno   |

#### Figura más hermosa
La ganadora y finalistas del premio a la figura más hermosa son las siguientes candidatas:[cita requerida]
| Posición   | Candidata |
| ---------- | --- |
| Ganadora   | - México - Elisa Nájera                                                                                            |
| Finalistas | - Colombia - Taliana Vargas - España - Claudia Moro - Estados Unidos - Crystle Stewart - India - Simran Kaur Mundi |

#### Mejores trajes nacionales
Esto no está relacionado con el premio al mejor traje nacional ganado por Tailandia, ya que estas candidatas fueron elegidas por patrocinadores.
| Posición  | Candidatas |
| --------- | --- |
| Ganadoras | - Albania - Matilda Mecini - Colombia - Taliana Vargas - India - Simran Kaur Mundi - Kosovo - Zana Krasniqi - México - Elisa Nájera - Perú - Karol Castillo - República Dominicana - Marianne Cruz - Sudáfrica - Tansey Coetzee - Venezuela - Dayana Mendoza - Vietnam - Nguyễn Thùy Lâm |

#### Miss Áo dài
Las ganadoras y finalistas del premio Miss Áo dài, que se otorgó a la candidata que portó de la mejor manera el traje de áo dài, son las siguientes:
| Posición   | Candidata |
| ---------- | --- |
| Ganadora   | - Venezuela - Dayana Mendoza                                                                                             |
| Finalistas | - India - Simran Kaur Mundi - Kazajistán - Alfina Nassyrova - Tailandia - Gawintra Phothijak - Vietnam - Nguyễn Thùy Lâm |

### Puntajes finales
Los puntajes sirven solo para eliminar candidatas y no se suman ni promedian.[cita requerida]
| País / Territorio    | Traje de Baño | Traje de Noche |
| -------------------- | ------------- | -------------- |
| Venezuela            | 9.327 (2)     | 9.697 (2)      |
| Colombia             | 9.433 (1)     | 9.829 (1)      |
| República Dominicana | 8.983 (6)     | 9.036 (4)      |
| Rusia                | 8.414 (7)     | 8.471 (5)      |
| México               | 9.071 (5)     | 9.429 (3)      |
| Kosovo               | 8.120 (8)     | 8.264 (6)      |
| España               | 9.150 (4)     | 8.200 (7)      |
| Estados Unidos       | 9.207 (3)     | 8.050 (8)      |
| Italia               | 7.671 (10)    | 7.729 (9)      |
| Australia            | 7.814 (9)     | 7.557 (10)     |
| República Checa      | 7.386 (11)    |                |
| Hungría              | 7.229 (12)    |                |
| Sudáfrica            | 7.133 (13)    |                |
| Japón                | 7.100 (14)    |                |
| Vietnam              | 7.050 (15)    |                |

## El concurso

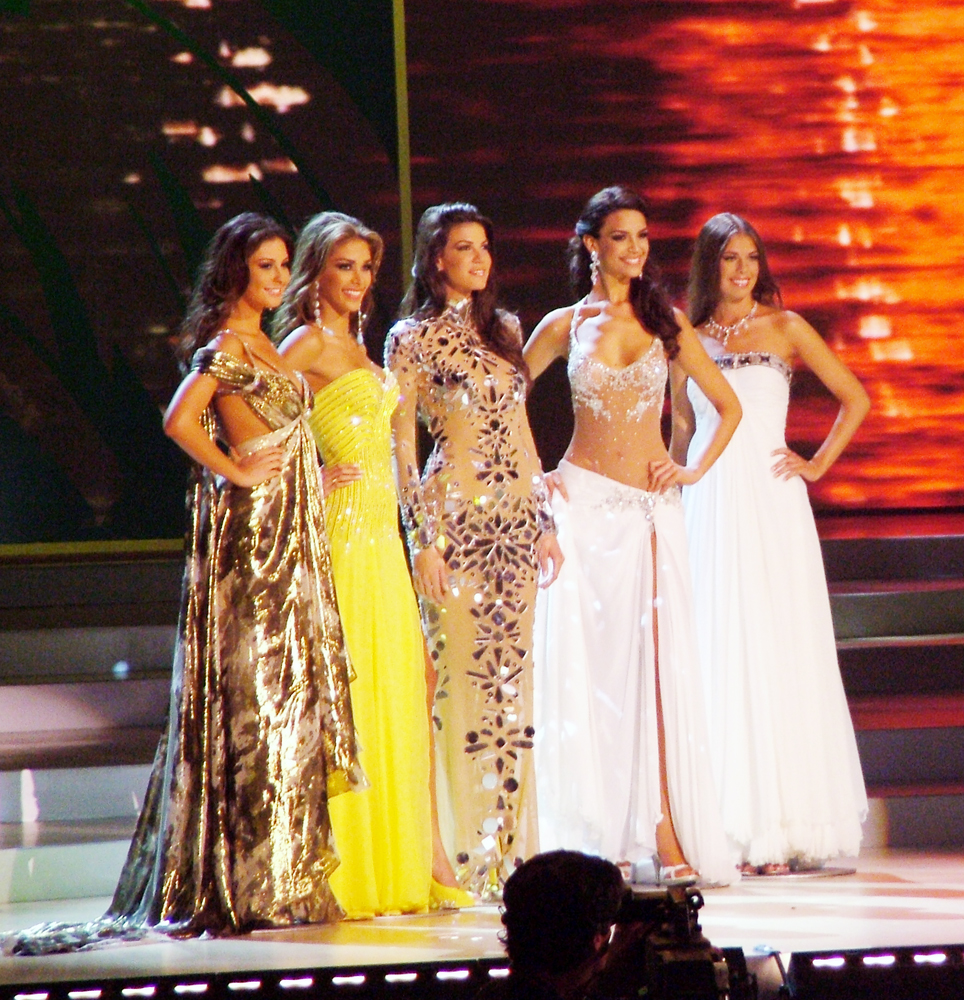
Las cinco finalistas (de izquierda a derecha): Taliana Vargas, Dayana Mendoza, Marianne Cruz, Elisa Nájera y Vera Krasova.

### Formato
Al igual que en 2007, se eligieron quince cuartofinalistas a través de la competencia preliminar, que estuvo compuesta por las competencias de traje de baño y traje de noche, y entrevistas a puerta cerrada. Las quince cuartofinalistas compitieron en la competencia de traje de baño y luego se redujeron a las diez semifinalistas. Las diez semifinalistas compitieron en la competencia de traje de noche y luego se redujeron a las cinco finalistas. Las cinco finalistas compitieron en la ronda de preguntas y respuestas y la última pasada (final look).

### Panel de jueces
El panel de jueces estuvo conformado por las siguientes nueve personas:
- Jennifer Hawkins, Miss Universo 2004 de Australia
- Roberto Cavalli, diseñador de moda y empresario italiano
- Nadine Velazquez, actriz puertorriqueña de la serie de televisión My Name is Earl
- Louis Licari, estilista de celebridades y experto en belleza
- Donald Trump Jr., vicepresidente ejecutivo de The Trump Organization
- Nguyen Cong Che, periodista vietnamita
- Joe Cinque, director ejecutivo y presidente de la American Academy of Hospitality Sciences
- Taryn Rose, diseñadora de zapatos
- Eesha Koppikhar, actriz y cantante india

## Candidatas

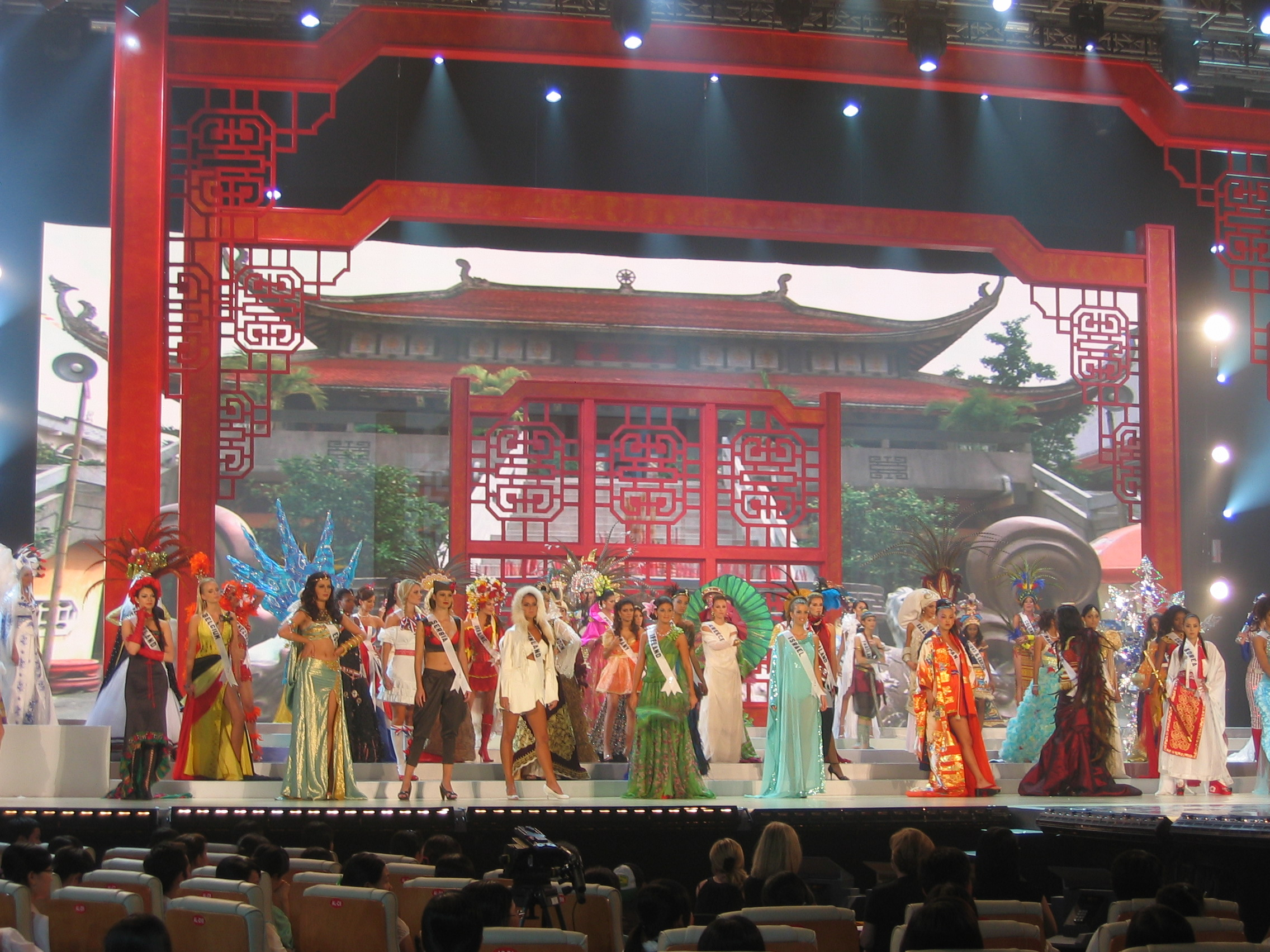
Las candidatas en sus trajes nacionales

Ochenta candidatas compitieron por el título.
| País/Territorio       | Candidata              | Edad | Procedencia            |
| --------------------- | ---------------------- | ---- | ---------------------- |
| Albania               | Matilda Mcini          | 19   | Tirana                 |
| Alemania              | Madina Taher           | 21   | Elmshorn               |
| Angola                | Lesliana Pereira       | 20   | M'banza-Kongo          |
| Antigua y Barbuda     | Athina James           | 18   | Saint John             |
| Argentina             | María Silvana Belli    | 19   | Villa Krause           |
| Aruba                 | Tracey Nicolaas        | 20   | Oranjestad             |
| Australia             | Laura Dundovic         | 21   | Sídney                 |
| Bahamas               | Sacha Scott            | 19   | Nasáu                  |
| Bélgica               | Alizée Poulicek        | 21   | Huy                    |
| Bolivia               | Katherine David        | 19   | San Ignacio de Velasco |
| Brasil                | Natálya Anderle        | 22   | Encantado              |
| Canadá                | Samantha Tajik         | 26   | Richmond Hill          |
| China                 | Wei Ziya               | 25   | Chongqing              |
| Chipre                | Dimitra Sergiou        | 23   | Limassol               |
| Colombia              | Taliana Vargas         | 20   | Santa Marta            |
| Corea del Sur         | Sun Lee                | 25   | Seúl                   |
| Costa Rica            | María Teresa Rodríguez | 21   | Alajuela               |
| Croacia               | Snježana Lončarević    | 24   | Zagreb                 |
| Curazao               | Jenyfeer Mercelina     | 19   | Willemstad             |
| Dinamarca             | Maria Sten-Knudsen     | 18   | Copenhague             |
| Ecuador               | Domenica Saporitti     | 19   | Guayaquil              |
| Egipto                | Yara Naoum             | 20   | El Cairo               |
| El Salvador           | Rebeca Moreno          | 22   | San Salvador           |
| Eslovaquia            | Sandra Manáková        | 20   | Bratislava             |
| Eslovenia             | Anamarija Avbelj       | 20   | Lukovica               |
| España                | Claudia Moro           | 22   | Madrid                 |
| Estados Unidos        | Crystle Stewart        | 26   | Missouri City          |
| Estonia               | Julia Kovaljova        | 22   | Tallin                 |
| Filipinas             | Jennifer Barrientos    | 22   | San Mateo              |
| Finlandia             | Satu Tuomisto          | 21   | Akaa                   |
| Francia               | Laura Tanguy           | 20   | Ecouflant              |
| Georgia               | Gvantsa Daraselia      | 18   | Tiflis                 |
| Ghana                 | Yvette Nsiah           | 21   | Acra                   |
| Grecia                | Dionissia Koukiou      | 22   | Atenas                 |
| Guam                  | Siera Robertson        | 18   | Yona                   |
| Guatemala             | Jennifer Chiong        | 25   | Quetzaltenango         |
| Honduras              | Diana Barrasa          | 22   | Tegucigalpa            |
| Hungría               | Jázmin Dammak          | 24   | Budapest               |
| India                 | Simran Kaur Mundi      | 22   | Bombay                 |
| Indonesia             | Putri Raemawasti       | 21   | Blitar                 |
| Irlanda               | Lynn Kelly             | 20   | Dublín                 |
| Islas Caimán          | Rebecca Parchment      | 26   | West Bay               |
| Islas Turcas y Caicos | Angelica Lightbourne   | 19   | Providenciales         |
| Israel                | Shunit Faragi          | 21   | Kiryat Tiv'on          |
| Italia                | Claudia Ferraris       | 19   | Bergamo                |
| Jamaica               | April Jackson          | 19   | Ocho Ríos              |
| Japón                 | Hiroko Mima            | 21   | Tokushima              |
| Kazajistán            | Alfina Nassyrova       | 20   | Almaty                 |
| Kosovo                | Zana Krasniqi          | 19   | Pristina               |
| Malasia               | Levy Li Sun Lim        | 20   | Terengganu             |
| Mauricio              | Olivia Carey           | 19   | Vacoas-Phoenix         |
| México                | Elisa Nájera           | 21   | Celaya                 |
| Montenegro            | Daša Živković          | 19   | Nikšić                 |
| Nueva Zelanda         | Samantha Powell        | 21   | Paraparaumu            |
| Nicaragua             | Thelma Rodríguez       | 19   | Chinandega             |
| Nigeria               | Stephanie Oforka       | 20   | Port Harcourt          |
| Noruega               | Mariann Birkedal       | 21   | Stavanger              |
| Países Bajos          | Charlotte Labee        | 22   | La Haya                |
| Panamá                | Carolina Dementiev     | 19   | Ciudad de Panamá       |
| Paraguay              | Giannina Rufinelli     | 22   | Luque                  |
| Perú                  | Karol Castillo         | 18   | Trujillo               |
| Polonia               | Barbara Tatara         | 24   | Lodz                   |
| Puerto Rico           | Ingrid Marie Rivera    | 24   | Dorado                 |
| Reino Unido           | Lisa Lazarus           | 20   | Swansea                |
| República Checa       | Eliška Bučková         | 18   | Strážnice              |
| República Dominicana  | Marianne Cruz          | 23   | Salcedo                |
| Rusia                 | Vera Krasova           | 20   | Moscú                  |
| Serbia                | Bojana Borić           | 21   | Sremska Mitrovica      |
| Singapur              | Shenise Wong           | 26   | Singapur               |
| Sri Lanka             | Aruni Rajapaksha       | 24   | Kandy                  |
| Sudáfrica             | Tansey Coetzee         | 23   | Johannesburgo          |
| Suiza                 | Amanda Ammann          | 21   | Abtwil                 |
| Tanzania              | Amanda Ole Sululu      | 21   | Arusha                 |
| Tailandia             | Gavintra Photijak      | 21   | Nong Khai              |
| Trinidad y Tobago     | Anya Ayoung-Chee       | 26   | Maraval                |
| Turquía               | Sinem Sülün            | 19   | Estambul               |
| Ucrania               | Eleonora Masalab       | 19   | Járkov                 |
| Uruguay               | Paula Díaz             | 19   | Ciudad de la Costa     |
| Venezuela             | Dayana Mendoza         | 22   | Caracas                |
| Vietnam               | Nguyễn Thùy Lâm        | 20   | Thái Bình              |